# Ramon Menezes
Ramon Menezes Hubner (Contagem, 30 giugno 1972) è un allenatore di calcio ed ex calciatore brasiliano, di ruolo centrocampista, attuale commissario tecnico della nazionale Under-20 brasiliana e della nazionale olimpica.

## Carriera
Ramon inizia nelle giovanili del Cruzeiro, e debutta in prima squadra nel 1990, a 18 anni. L'unica esperienza europea è al Bayer Leverkusen, in Germania, dove gioca nella stagione 1995-96. Le squadre in cui Ramon ha militato di più sono il Vitória  e il Vasco da Gama. In nazionale brasiliana conta 6 presenza con una rete ed ha partecipato alla Confederations Cup 2001.

## Palmarès

### Giocatore

#### Club

##### Competizioni statali
- Campionato Mineiro: 1

Cruzeiro: 1990
- Campionato Baiano: 1

Vitória: 1995
- Campionato Carioca: 1

Vasco da Gama: 1998
- Torneo Rio-San Paolo: 1

Vasco da Gama: 1999

##### Competizioni nazionali
- Coppa del Brasile: 2

Cruzeiro: 1993
Vasco da Gama: 1997

##### Competizioni internazionali
- Coppa Libertadores: 1

Vasco da Gama: 1998

#### Nazionale
- Campionato sudamericano Under-20: 1

Venezuela 1991

#### Individuale
- Bola de Prata: 1

2002

### Allenatore

#### Nazionale
- Campionato sudamericano Under-20: 2

Colombia 2023, Venezuela 2025